# ماكار شودرا (قصة)

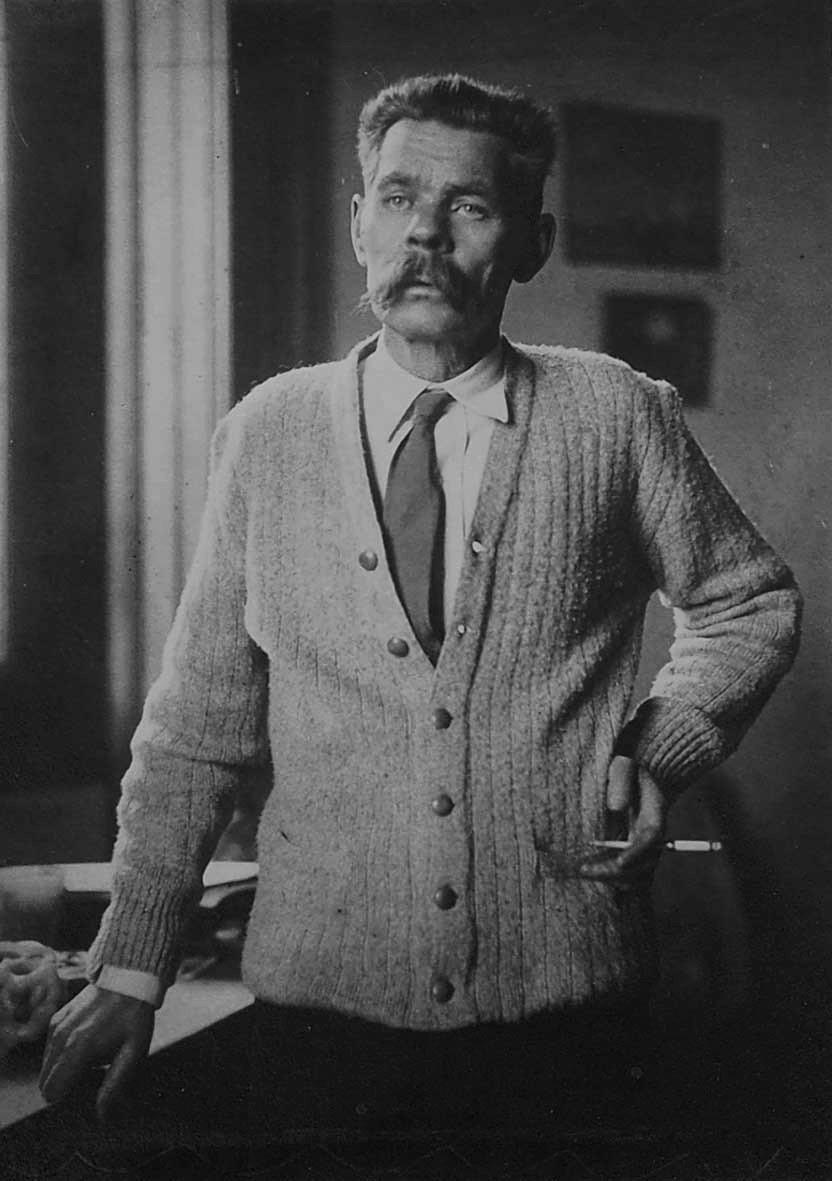
مكسيم غوركي

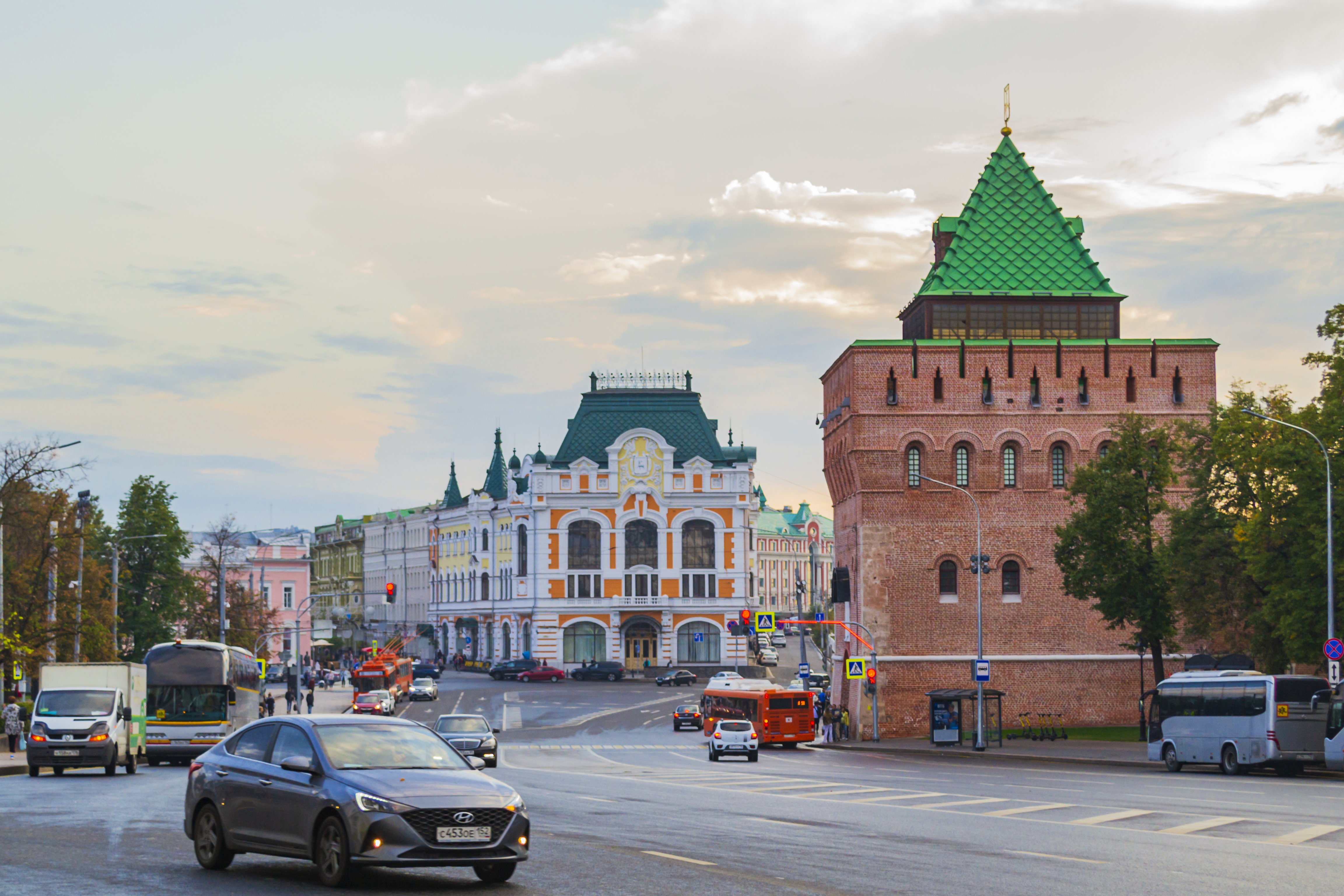
مدينة نيجني نوفغورود

مكار شودرا (الروسية: Макар Чудра) هي قصة قصيرة كتبها مكسيم غوركي عام 1892، ونشرتها لأول مرة صحيفة كافكاز في تبليسي، في العدد 242، بتاريخ 12 سبتمبر 1892.

## خلفية
كانت "مكار شودرا" ثاني قصة منشورة للمؤلف بعد "إميليان بيلياي"، وكانت أول قصة موقعة من "م. غوركي". وقد تم تأليفها في صيف عام 1892 في تبليسي، حيث قضى غوركي عدة أسابيع في أداء أعمال شاقة، معظمها في ورش السكك الحديدية القوقازية. وبعد فترة وجيزة من النشر، في أكتوبر، عاد إلى موطنه في مدينة نيجني نوفغورود.
وكان ألكسندر كاليوزني، وهو راديكالي يساري، من بين الشخصيات التي لعبت دور أساسي في نشر هذه مخطوطة القصة القصيرة، حيث شجع في البداية صديقه الشاب على تدوين القصة التي كان الأخير يرويها له شفهياً، ثم سلم المخطوطة لاحقاً إلى صديقه الصحفي تسفيتنيتسكي، الذي قدمها إلى محرري مجلة كافكاز. في رسالته إلى كاليوجني عام 1925، كتب جوركي: "لقد خدمت الفن الروسي لمدة ثلاثين عامًا، وكل ذلك بفضل الدافع الذي منحتني إياه".

## القصة
يلتقي الراوي بمسافر روماني عجوز يدعى ماكار شودرا ويجري معه محادثة خارج المخيم، تدور في معظمها حول موضوع الحرية. عندما لاحظ ماكار اهتمام ضيفه بغناء ابنته نونكا، حذره من الوقوع ضحية للسحر الأنثوي، وسرد قصة عن رجل قوي ووسيم وشجاع، لويكو زوبار ورادا، وكان جمال الأخيرة يضاهي فقط شعورها الشديد بالاستقلال. رادا، التي تدرك جيدًا قوتها على لويكو، تأمره بالركوع أمامها، في حضور رجال آخرين. لقد تحطمت روحه، ووعد بالقيام بذلك في اليوم التالي. وهذا ما يفعله، ولكن فقط بعد أن يطعن بسكينه في قلب حبيبته، ليتم قتله على الفور على يد دانيلو، والد رادا.
تنتهي القصة برؤية للراوي: رادا تنزف وتسير في السماء، ولويكو خلفها، غير قادر على اللحاق بها أبدًا.

## الاقتباسات
عام 1976 صدر فيلم إميل لوتيانو " الغجر موجودون بالقرب من الجنة "، بالاقتباس عن القصة، على الرغم من دمج أجزاء من " إزيرجيل العجوز "، وهي قصة مبكرة أخرى من تأليف جوركي، في حبكة القصة أيضًا.

## روابط خارجية
- Макар Чудра ، النص الروسي الأصلي